# Duchuelas
Duchuelas era un núcleo poblacional hoy desaparecido, que formaba parte del término municipal de Tomares (Sevilla).

## Descripción

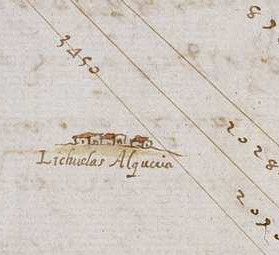
Figura que representa Duchuelas/Lichuelas en el mapa de Obando de 1628

Según el plano del Conde Duque de Olivares se situaba a medio camino entre la villa de Tomares y la alquería de Zaudín Alto, posiblemente en las orillas de las lagunas situadas actualmente en el parque de Zaudín. Tiene su origen en la época romana, si bien su topónimo es de procedencia mozárabe.
En su posible ubicación, denominado por los arqueólogos “Talca de Tosa”, se han hallado restos de una villa imperial romana que se prolonga hasta la etapa musulmana, compuestos de materiales constructivos y cerámicas altoimperiales. En el mes de abril de 2016 se descubrieron diecinueve ánforas romanas que contenían seiscientos kilos de monedas de bronce de finales del siglo III y del siglo IV después de Cristo que según manifestaciones de la directora del Museo Arqueológico de Sevilla "son un gran descubrimiento en la historia de España y del Mundo".
Duchuelas, continuó siendo en la época musulmana un núcleo poblacional de importancia, que se pone de manifiesto por los descubrimientos arqueológicos de los últimos años en la Urbanización Aljamar. Se han hallado, cerca de su posible ubicación,  255 tumbas pertenecientes a una maqbara islámica datada entre los siglos IX y X.
Tras la conquista de Sevilla por Fernando III, su hijo, Alfonso X, dona al Consejo de Sevilla, entre otras,  la alquería de su nombre Duchuelas Alcadidi.
A lo largo de la Edad Media castellana, la aldea formaba parte de la Mitación de San Juan, perteneciente a la Villa de Tomares.
En el siglo XVII, se le conocía con el nombre de Lichuelas.
La aldea desaparece en los siglos posteriores, permaneciendo algunas referencias topográficas, tales como el nombre del “callejón Bichuelas/Lichuelas” y la Estacada de Ochuelas, en la villa de Tomares.